# Ken Roht
Ken Roht je americký režisér, scenárista, choreograf a herec. Narodil se v Santa Monice. Od mladého věku se chtěl věnovat opeře. Jako režisér a choreograf pracoval například pro Newyorskou operu, La Jolla Playhouse či Lookingglass Theatre Company. Úspěch měl například s nastudováním opery Dobrý voják Švejk od Roberta Kurky. Natočil také několik filmů, například Perfect Cowboy, ve kterém zároveň ztvárnil hlavní roli countryového zpěváka, gaye ve středním věku. Několikrát byl nominován na cenu Ovation Awards. Roku 2012 vystupoval v performanci I Was Jack Goldstein v režii C. S. Leigha (nikoliv v jeho stejnojmenném filmu). Působil v losangeleské společnosti Evidence Room.